# Rob Zepp
Rob Steffen Karl Zepp (ur. 7 września 1981 w Newmarket, Ontario) – niemiecki hokeista pochodzenia kanadyjskiego. Reprezentant Niemiec.

## Kariera
- Plymouth Whalers (1998-2001)
- Florida Everblades (2001-2005)
- Lowell Lock Monsters (2002, 2004)
- SaiPa (2005-2007)
- SaPKo (2007)
- Eisbären Berlin (2007-2014)
- Philadelphia Flyers (2014/2015)
- Lehigh Valley Phantoms (2014/2015)

Pochodzi z Kanady. W młodości występował w juniorskich rozgrywkach OHL w ramach CHL. Był dwukrotnie draftowany do NHL, lecz nie wystąpił w rozgrywkach National Hockey League. Ponadto grał w amerykańskich ligach AHL i ECHL. Od 2005 występował w Europie. Wpierw przez dwa sezony w fińskich rozgrywkach SM-liiga, a od 2007 w niemieckich DEL, niezmiennie w drużynie z Berlina. Od lipca 2014 zawodnik Pittsburgh Penguins.
Na początku 2008 otrzymał niemieckie obywatelstwo. W barwach Niemiec uczestniczył w turniejach mistrzostw świata w 2009, 2013, 2014.

## Sukcesy
Klubowe

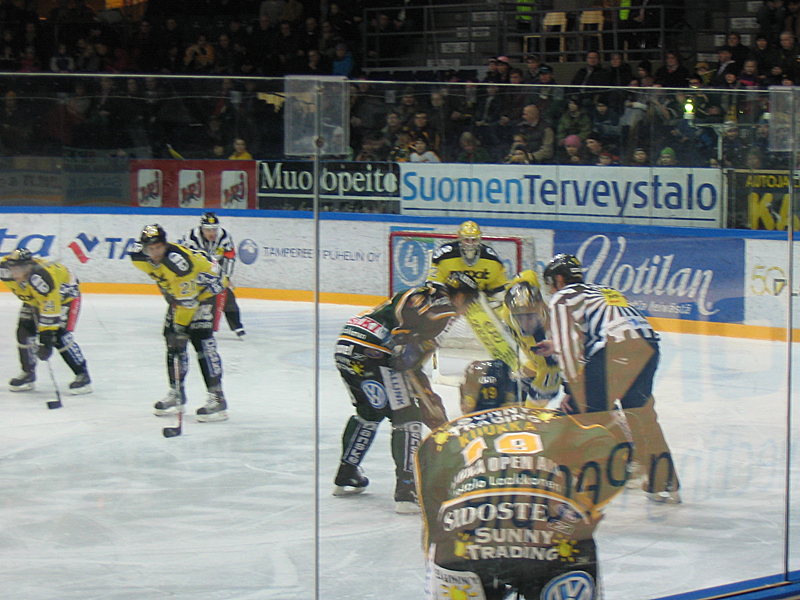
Rob Zepp (w tle w bramce) w barwach SaiPa (2007)

- Bumbacco Trophy: 1999, 2000, 2001 z Plymouth Whalers
- Hamilton Spectator Trophy: 1999, 2000 z Plymouth Whalers
- Wayne Gretzky Trophy: 2000, 2001 z Plymouth Whalers
- Złoty medal mistrzostw Niemiec: 2008, 2009, 2011, 2012, 2013 z Eisbären Berlin
- Puchar Niemiec: 2008 z Eisbären Berlin
- European Trophy: 2010 z Eisbären Berlin

Indywidualne
- OHL i CHL 1998/1999:
  - Dave Pinkney Trophy - pierwsze miejsce w klasyfikacji średniej goli straconych na mecz w sezonie OHL
  - Bobby Smith Trophy - najlepszy akademicki zawodnik OHL
  - Najlepszy akademicki zawodnik CHL
- OHL 1999/2000:
  - Dave Pinkney Trophy - pierwsze miejsce w klasyfikacji średniej goli straconych na mecz w sezonie OHL: 2,38
  - Mecz gwiazd OHL
  - Drugi skład gwiazd OHL
- OHL 2000/2001:
  - Dave Pinkney Trophy - pierwsze miejsce w klasyfikacji średniej goli straconych na mecz w sezonie OHL: 2,25
  - Mecz gwiazd OHL
  - Drugi skład gwiazd OHL
- ECHL 2002/2003:
  - Mecz gwiazd ECHL
- DEL (2008/2009):
  - Mecz gwiazd DEL
- European Trophy 2011:
  - Najlepszy bramkarz turnieju
- European Trophy 2012:
  - Najlepszy bramkarz turnieju
- Mistrzostwa Świata w Hokeju na Lodzie 2013/Elita:
  - Drugie miejsce w klasyfikacji liczby meczów bez straty gola: 2
  - Czwarte miejsce w klasyfikacji skuteczności interwencji: 94,12%
  - Szóste miejsce w klasyfikacji średniej goli straconych na mecz: 1,79
  - Jeden z trzech najlepszych zawodników reprezentacji